# Bulbophyllum umbellatum
Bulbophyllum umbellatum är en orkidéart som beskrevs av John Lindley. Bulbophyllum umbellatum ingår i släktet Bulbophyllum och familjen orkidéer.

## Underarter
Arten delas in i följande underarter:
- B. u. fuscescens
- B. u. umbellatum

## Bildgalleri

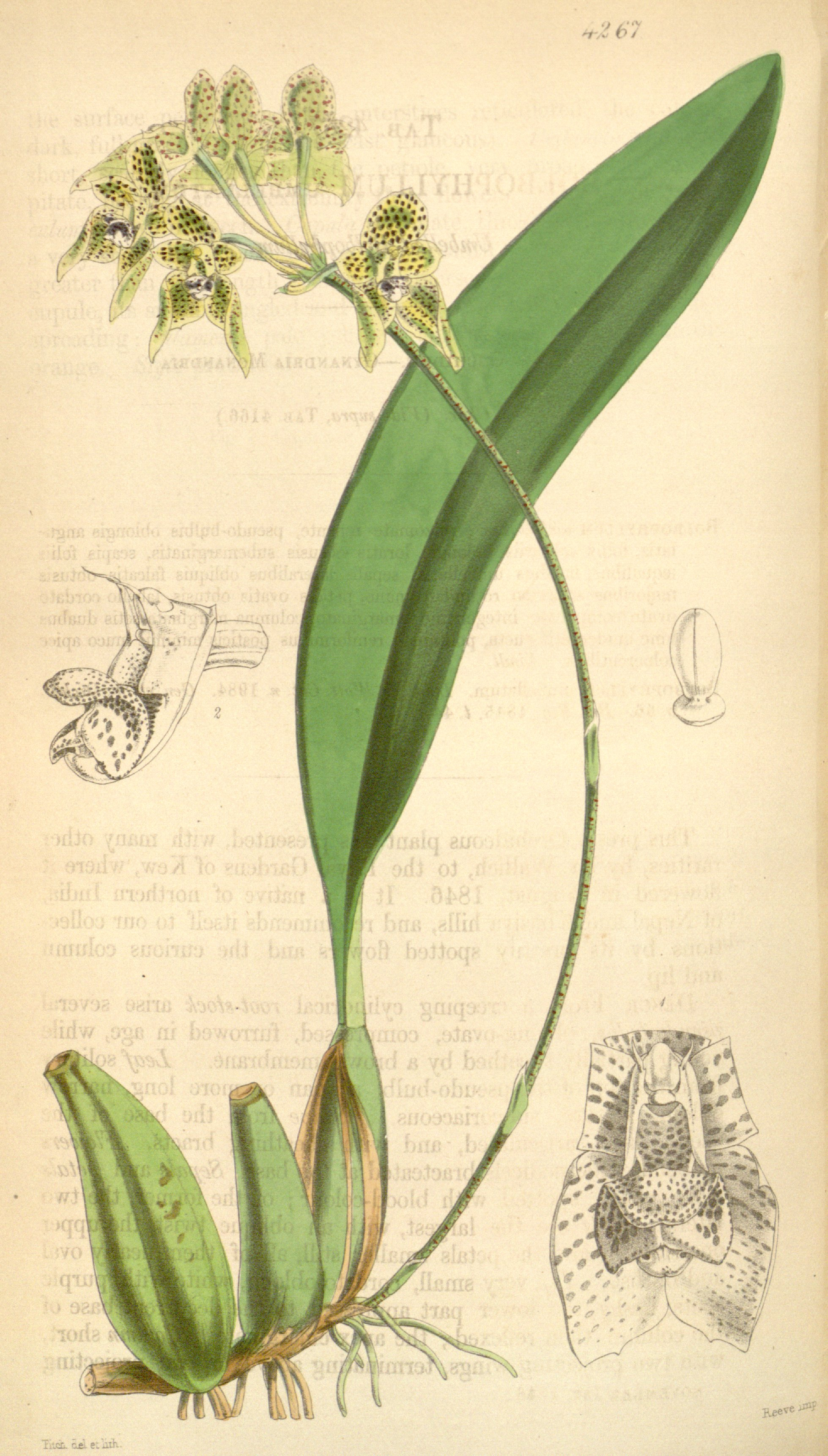